# Jón Þorláksson

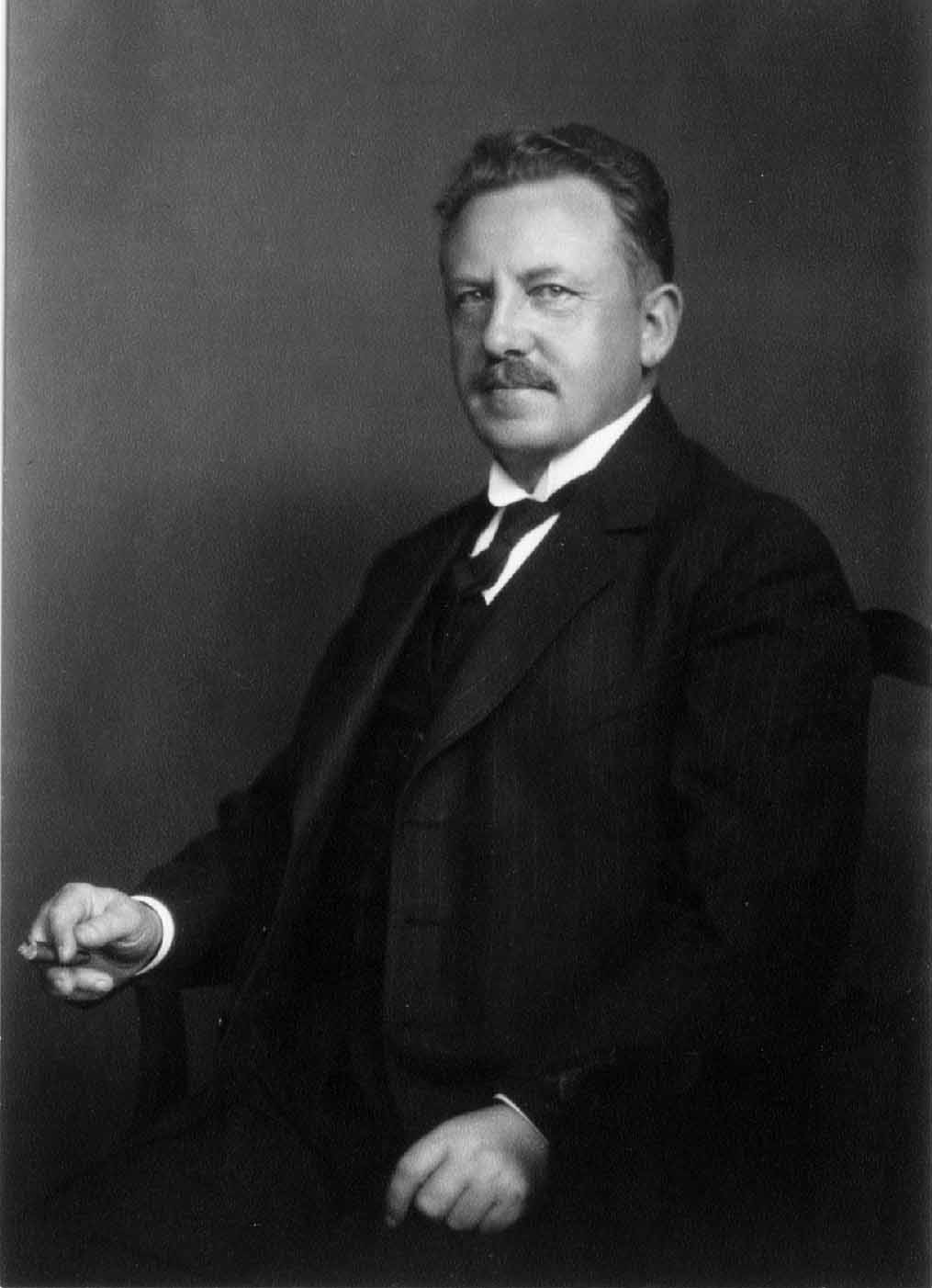
Jón Þorláksson.

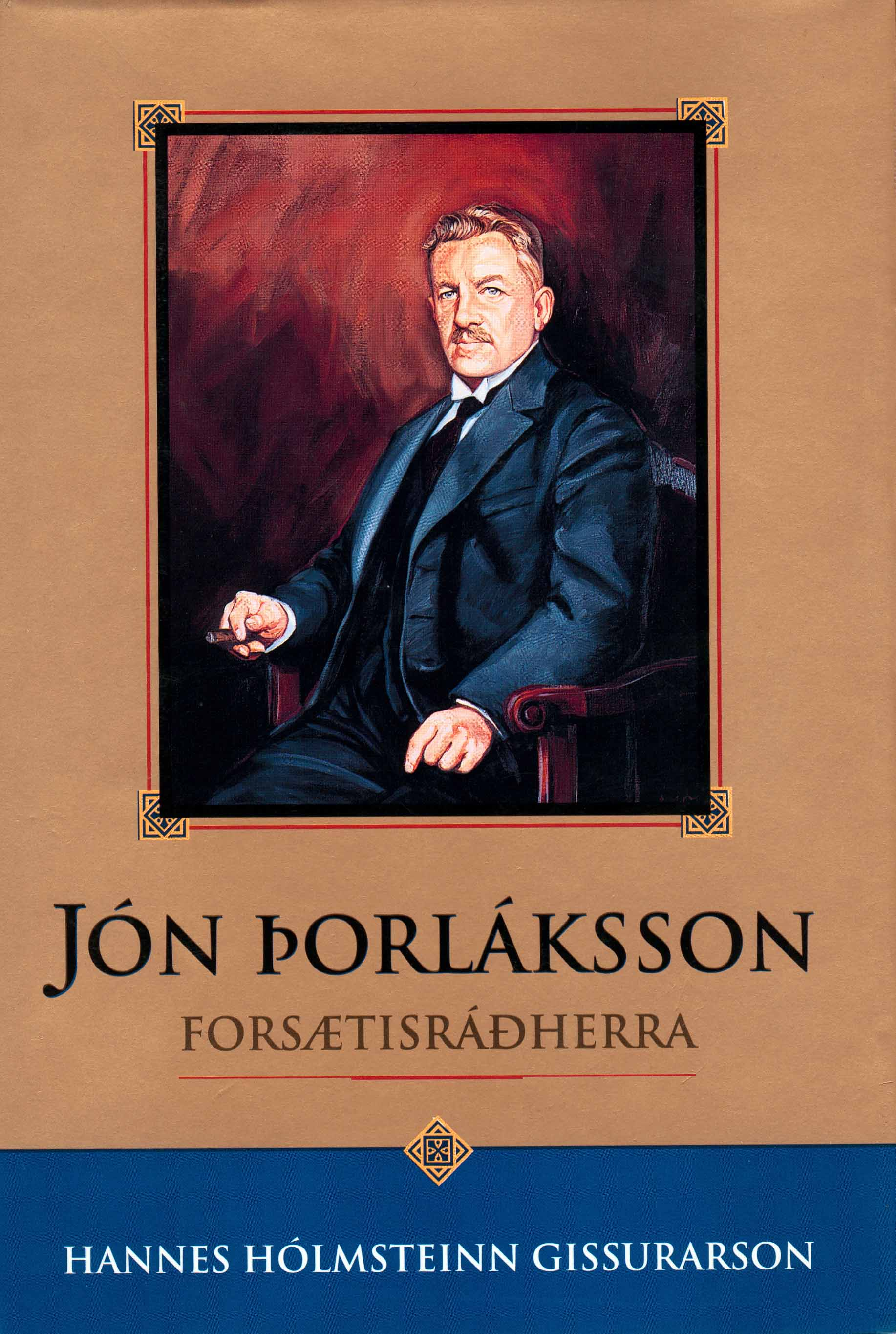
Biografie van Jón Thorláksson uit 1992.

Jón Þorláksson (3 maart 1877 - Reykjavík, 20 maart 1935) was een IJslands politicus. Hij was premier van IJsland van 8 juli 1926 tot 28 augustus 1927. Van 1933 tot zijn dood was hij burgemeester van Reykjavik. Hij was lid van de Conservatieve Partij van IJsland (Íhaldsflokkurinn), waarvan hij van 1929 tot 1934 het voorzitterschap bekleedde. Ook is hij is hij lid van het parlement en minister van Financiën geweest.
In 1992 verscheen een biografie over Jón Þorláksson, geschreven door Hannes Hólmsteinn Gissurarson.